# Triumph Model D TT Roadster
De Triumph Model D TT Roadster was een motorfiets die het Britse merk Triumph produceerde van 1915 tot 1922, met een onderbreking tijdens de Eerste Wereldoorlog.

## Voorgeschiedenis
In 1909 presenteerde Triumph een TT-racer die niet alleen door fabrieksrijders werd gebruikt, maar die ook voor particulieren te koop was. Deze Triumph TT Roadster was in feite een 3½ HP Model dat een iets kortere wielbasis had en geen enkele vorm van koppeling of versnellingen, aanfietsketting en pedalen. De machine was erg succesvol in de 500 Single & 750 Twin TT van 1910, met de eerste acht plaatsen bij de eencilinders. Tijdens de Isle of Man TT van 1911 werd wel een lang circuit gebruikt, de Snaefell Mountain Course, die grotendeels het parcours van de Four Inch Course gebruikte, maar iets korter was. De koppelingen en versnellingsbakken waren nu zover doorontwikkeld dat de heuvels wel konden worden genomen, maar J. Carvill, die in de 500cc-Senior TT zesde werd, gebruikte een door Sturmey-Archer ontwikkelde drieversnellingsnaaf. Hoewel er dus wel degelijk versnellingen nodig waren in de TT, bleef de TT Roadster in productie zonder versnellingen tot 1914, toen de productie moest worden gestaakt door het uitbreken van de Eerste Wereldoorlog. Triumph had de 500cc-3½ HP-modellen in 1914 al vervangen door de 550cc-4 HP-modellen en het daaruit ontstane Model H sleepte het merk door de oorlog. Na de oorlog had Triumph zodoende geen 500cc-modellen meer om deel te nemen aan de Isle of Man TT (die overigens pas in 1920 weer georganiseerd werd). In de overzeese gebiedsdelen was echter wel vraag naar een 550cc-sportmotor, in Australië voor weg- en terreinwedstrijden en in Nieuw-Zeeland voor betrouwbaarheidsritten, strandraces en heuvelklimwedstrijden.

## Model D TT Roadster
Opmerkelijk was het volledig ontbreken van enige vorm van versnellingen. Het Type C 4 HP uit 1914 had al een drieversnellingsnaaf en het Triumph Model H had in 1914 al een drieversnellingsbak. Veel amateurcoureurs vonden koppelingen en versnellingsbakken slechts extra gewicht. Op vlakke wegen was dat wellicht ook zo, maar de Snaefell Mountain Course op het eiland Man was te heuvelachtig om zonder versnellingen te rijden. Daar zou het Model D TT Roadster echter nooit kunnen starten, omdat de cilinderinhoud te groot was. De machine verscheen in 1915, maar de productie werd tijdens de oorlog stilgezet om in 1919 te worden hervat. Het was een sportmachine die later de naam clubmanracer zou krijgen; een machine voor sportieve amateurs die hier en daar bij lokale wedstrijden kon worden gebruikt. Tijdens de Senior TT van 1920 verschenen er geen Triumphs.

### Motor
De Model D TT Roadster had het motorblok van het Model H. Het was een dwarsgeplaatste luchtgekoelde staande eencilinderzijklepmotor met een boring van 85 mm, een slag van 97 mm en cilinderinhoud van 550,4 cc. De carburateur was door Triumph zelf ontwikkeld. De ontstekingsmagneet zat voor de cilinder werd door een kettinkje aan de rechterkant van het blok aangedreven. De machine had een total loss-smeersysteem met een handpomp. De olie werd meegevoerd in een apart compartiment van de benzinetank.

### Transmissie
Op de linkerkant van de krukas zat een poelie die via een aandrijfriem het achterwiel rechtstreeks aandreef.

### Rijwielgedeelte
De machine had een eenvoudig en voor die tijd gebruikelijk open brugframe met het motorblok als dragend deel en twee bovenbuizen waar de flattank tussen zat. Ze had ook een Girder-achtige Fore and aft-voorvork die niet op en neer maar van voor naar achter bewoog en niet gedempt was. Het voorwiel had een velgrem, zoals bij een gewone fiets gebruikelijk was. Op de achterwielpoelie zat een voetbediende belt rim brake.

## 500cc-versie
Voor klanten die dat wilden was een 500cc-versie beschikbaar. Die had niet de motor van de oude 3½pk-modellen, maar de 550cc-motor met een kleinere boring van 81 mm, waardoor de cilinderinhoud op 499,8 cc kwam.

## Einde productie
De productie, die in 1912 was begonnen, eindigde in 1922 toen de Triumph Model R Fast Roadster-kopklepper verscheen.

## Afbeeldingen

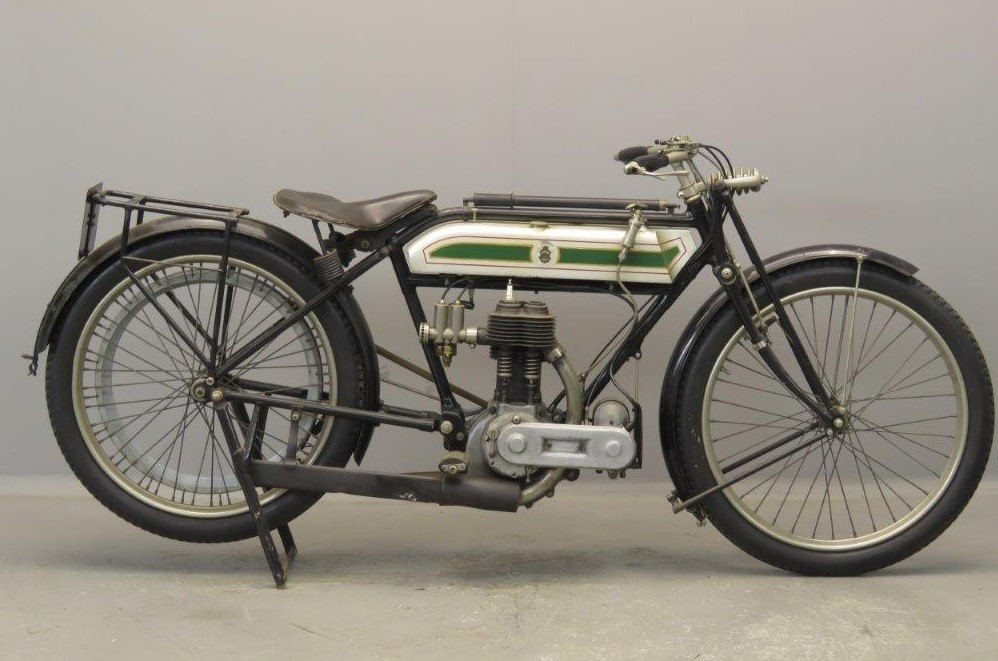
Model D TT Roadster uit 1919
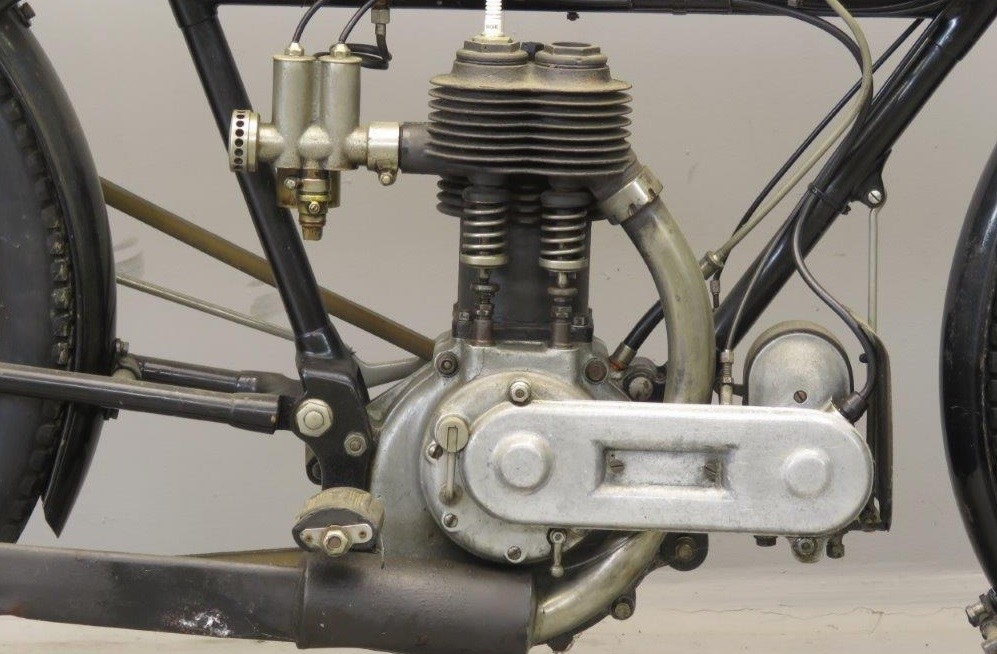
De rechterkant van het blok met de aandrijving van de ontstekingsmagneet, de twin barrel-carburateur en de beide kleppen.
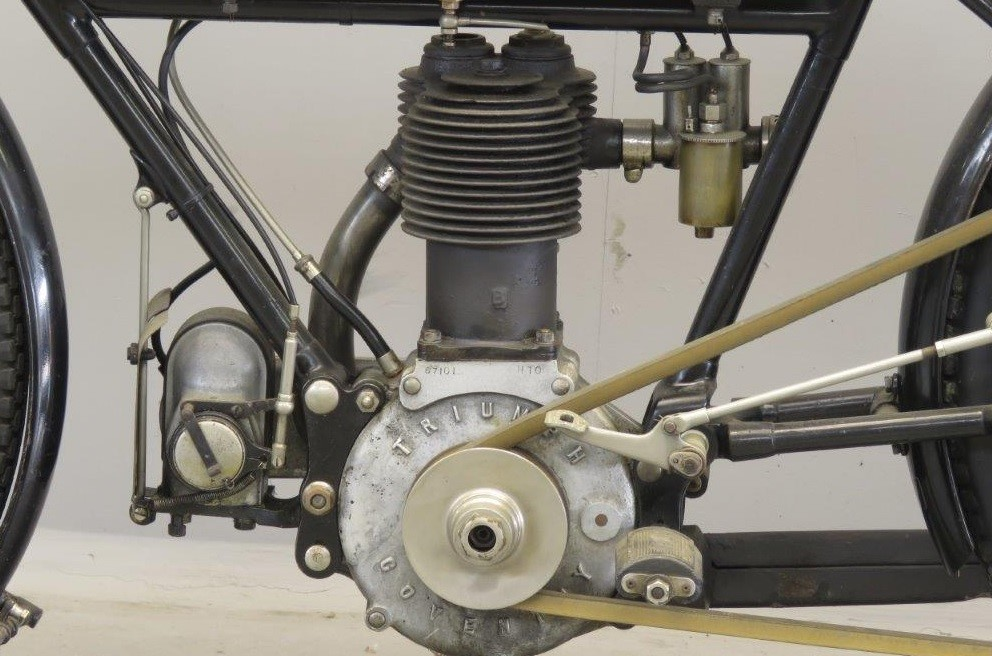
De linkerkant van het blok met de ontstekingsmagneet, het rempedaal en de poelie voor de aandrijving.